# Braña

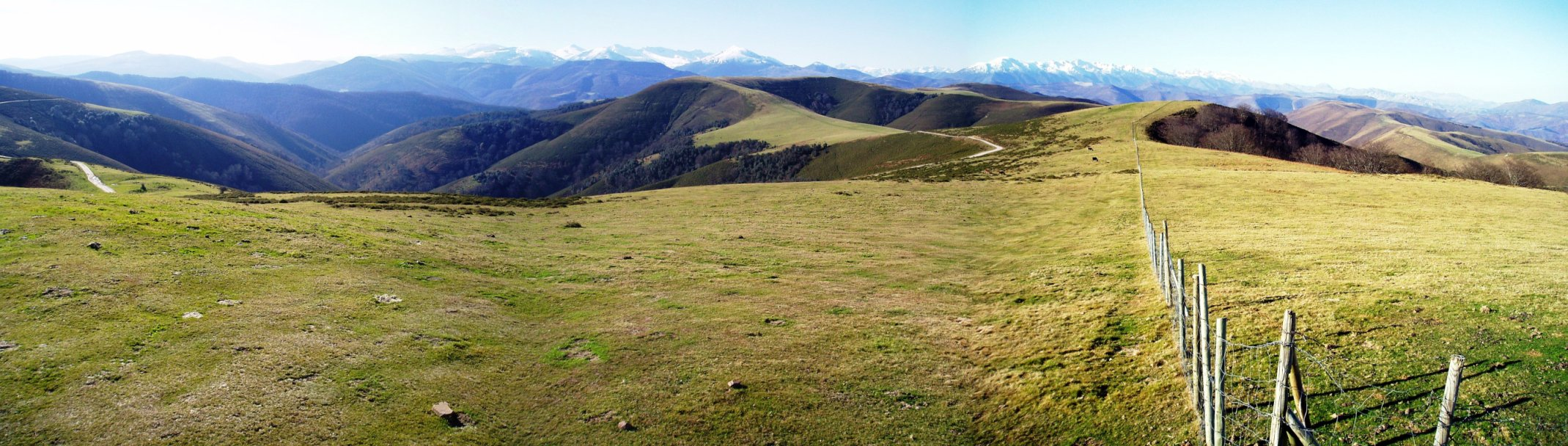
Brañas vistas desde el pico Tordías (968), en Cantabria (España).

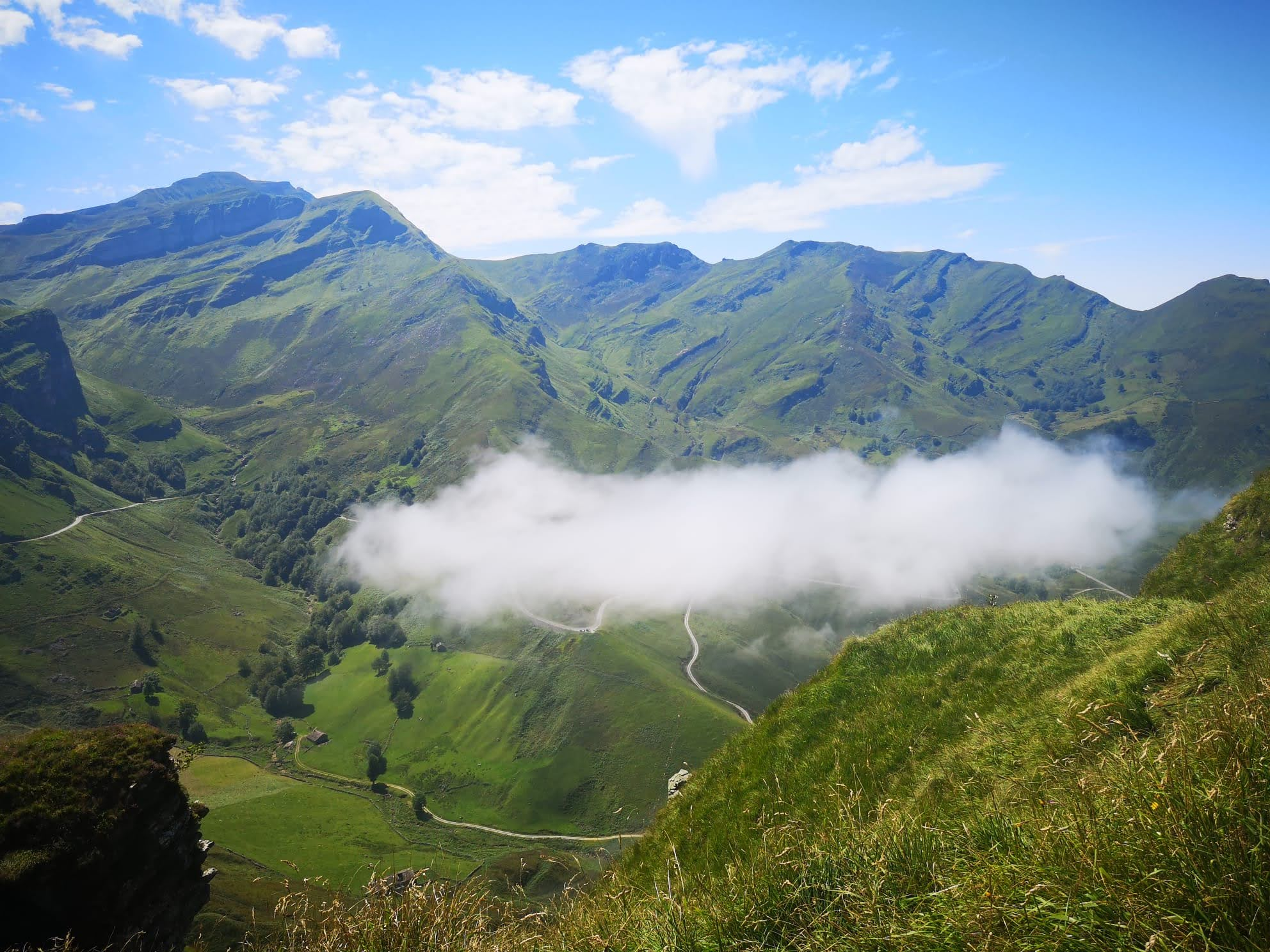
Branizas en el portillo de Lunada vistas desde el mirador de Cuvalruyo (1300), en las montañas pasiegas.

Braña o braniza, esta última denominación en la zona pasiega, es el nombre que en la cordillera Cantábrica recibe la zona de montaña donde el ganado aprovecha los pastos de puerto tardíos en época estival.
En estos pastizales de altura cantábricos, frescos y húmedos, situados entre los 1000 y 1300 metros de altitud, solía haber en algunos casos pequeñas cabañas, donde los pastores se refugiaban de las tormentas o pasaban las noches. Estos prados de diente, que acostumbran a ser comunales, juegan un papel predominante en la práctica de la trasterminancia del ganado vacuno. Dos fechas marcan este proceso de inicio y fin de la alzada: el 8 de mayo y el 29 de septiembre.
En la zona pasiega, las branizas tienen un papel diferente, puesto que se sitúan en los pastos más altos, cerca de las cumbres, que en esta zona son sensiblemente menos elevadas. Las branizas pasiegas no son comunales y están habitadas exclusivamente en verano. Siguen la misma disposición que el fondo de los valles y de los fiordos, en fincas cerradas con muretes de piedra en las que hay cabañas pasiegas. En el pasado, las familias se trasladaban entre cabañas a diferentes alturas dependiendo de la estación en busca de los pastos para el ganado vacuno, que en este caso es lechero, en un particular sistema transterminante conocido como la muda. Hoy en día esta práctica es muy residual. 
Similares actividades ocurren en otras zonas de montañas como en los Alpes, donde se emplea el vocablo de alpage para referirse a los pastos de altitud.
En la región de Briançon por ejemplo, gran parte de la población solía dejar los pueblos del valle para vivir los meses de verano en pequeñas cabañas de altitud llamadas muandas en el dialecto occitano local (del verbo latín mutare).

## Tipología
Existen varios tipos de brañas: las de invierno, situadas en las zonas bajas cerca de la costa; las equinocciales, situadas a mediana altura; y las de verano, situadas en el interior y a mayor altura. El ganado pasa el invierno en las brañas bajas y, con la llegada de la primavera, regresan a las más altas.

## Etimología
El vocablo «braña» deriva del latín verania, aunque algunos autores también lo relacionan con el céltico brakna. Las brañas son lugares frescos y húmedos, situado en zonas medias-altas de montaña, donde los pastos verdes abundan en cualquier época del año.